# Pelle Berglund
Per-Olof "Pelle" Berglund, även känd som Per Berglund, född 28 februari 1939 i Hedemora, är en svensk regissör, filmproducent och manusförfattare. 

## Biografi

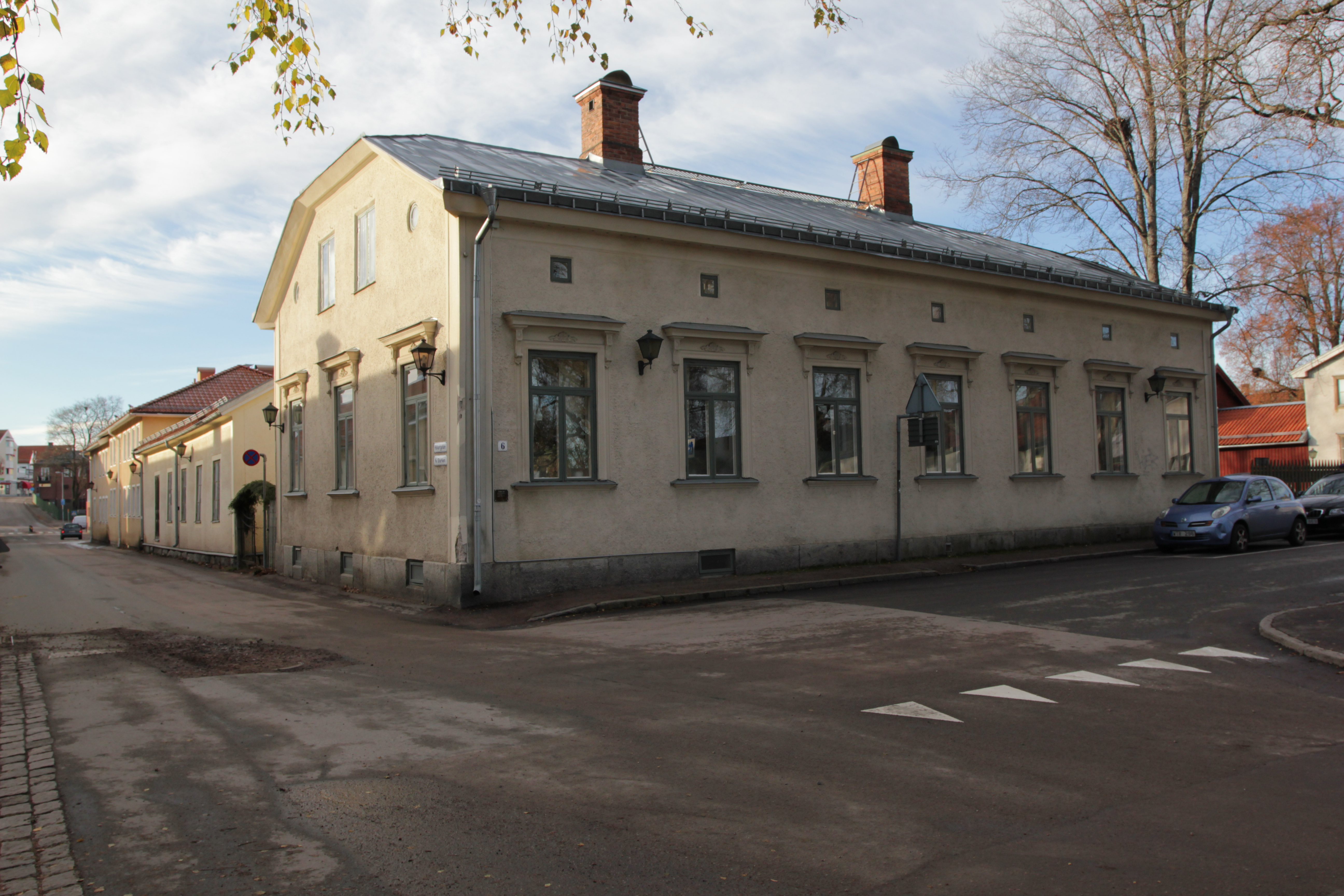
Berglundska gården i Hedemora, Pelle Berglunds födelsehem.

Berglund avlade studentexamen vid Hedemora högre allmänna läroverk 1959, bedrev därefter studier i humaniora vid Stockholms universitet 1961–1965, och gick sedan Filminstitutets filmskola 1966–1968. Han var redaktör för Blandaren 1966–1968, frilansregissör och långfilmsproducent vid Svenska filminstitutet 1975–1980 och vid Svensk Filmindustri 1984–1985.
Berglund var en av idégivarna bakom TV-programmen Nöjesmassakern (1985) och Razzel (1983–1986), där han även var programledare.
Han var Sommarvärd ett antal år under 1980- och 90-talet.
Pelle Berglund är son till läkaren Bengt Berglund och sjukgymnasten Ethel Berglund samt gift med förlagsredaktören Gunilla Hedmark.

## Filmografi i urval
- 1966 – Ur svenska hjärtans djup (manus)
- 1970 – Den magiska cirkeln (manus och regi)
- 1972 – Ture Sventon, privatdetektiv (manus och regi)
- 1973 – B. Olsen löper livet ut (TV-film; regi)
- 1976 – Sven Klangs kvintett (producent)
- 1976 – Mannen på taket (producent)
- 1979 – Stortjuven (producent)
- 1980 – Dubbelstötarna (regi)
- 1982 – Dubbelsvindlarna (regi)
- 1983 – Profitörerna (miniserie; regi)
- 1983 – Andra dansen (producent)
- 1985 – Mitt liv som hund (manus)
- 1986 – Studierektorns sista strid (miniserie; regi)
- 1989 – Täcknamn Coq Rouge (regi)
- 1991 – Goltuppen (miniserie; regi)
- 1992 – Den demokratiske terroristen (regi)
- 1993 – Polis polis potatismos (manus och regi)
- 1994 – Mördare utan ansikte (miniserie; regi)
- 1998 – Glöm inte mamma! (TV-serie; regi)
- 2005 – Wallander – Innan frosten (manus)